# Crowe global
Crowe Global, conocida por la marca Crowe, y anteriormente denominada Crowe Horwath International, es una red multinacional de servicios profesionales. Es la octava red global de contabilidad más grande del mundo por ingresos. Incluye más de 220 empresas con más de 40.000 empleados en 130 países.
Crowe preseta servicios de auditoría, consultoría, riesgo empresarial y asesoría financiera y fiscal. En 2018, la red obtuvo un récord de 4300 millones de dólares en ingresos agregados.

## Historia

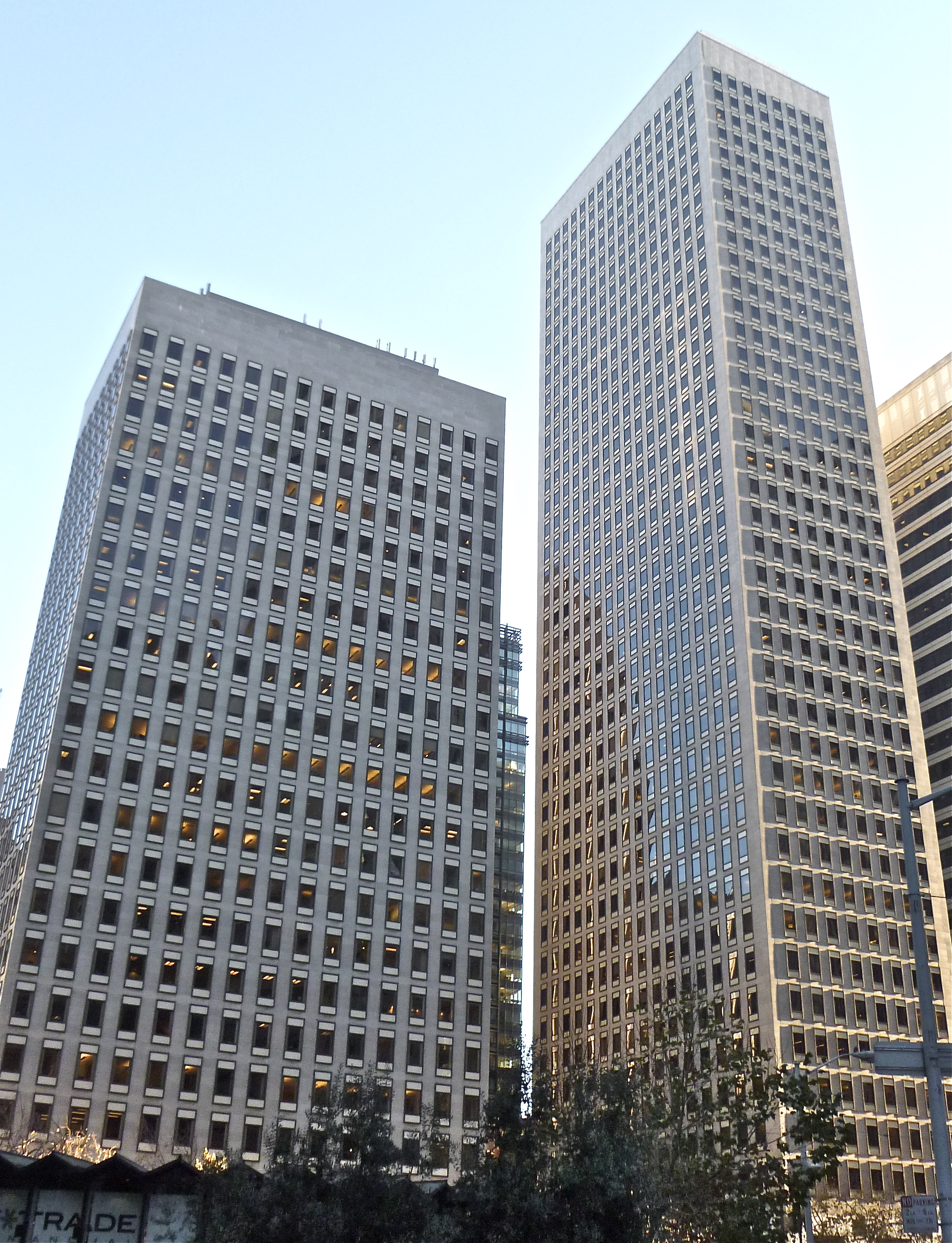
Oficinas de Crowe en Market Center en San Francisco, Estados Unidos

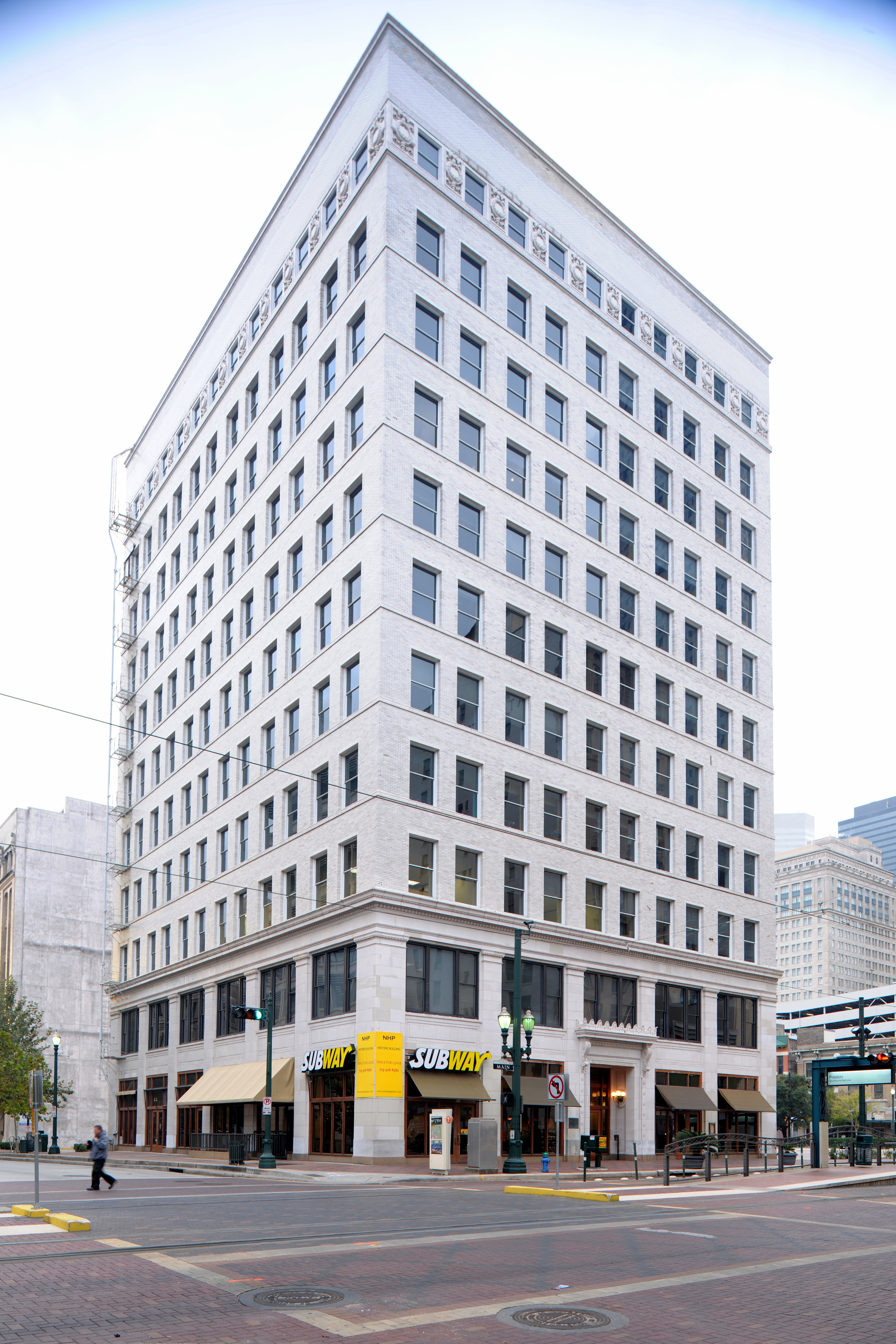
Oficinas de Crowe en el edificio Scanlan en Houston, Texas, Estados Unidos

En 1915, Ernest y Edmund Horwath, dos inmigrantes húngaros, fundaron Horwath & Horwath en Nueva York. Iniciaron su actividad en torno a la industria hotelera. Más tarde, se expandió para incluir ofertas de contabilidad, auditoría e impuestos. En 1967, se fusionó con Laventhol Krekstein Griffith & Co. convirtiéndose en Laventhol & Horwath.
Por su parte, Crowe Chizek fue establecida en 1942 en South Bend, Indiana, por Fred P. Crowe Sr. y Cletus F. Chizek. Ambos contaban con amplia experiencia en contabilidad y auditoría. Tras el fallecimiento de Fred P. Crowe Sr. en 1952, Cletus F. Chizek reorganizó la firma como Crowe, Chizek and Co. y convirtió a dos empleados de la firma, M. Mendel Piser y Fred P. Crowe Jr., en socios. 
Más tarde, en 1960, se estableció la entidad paraguas Horwath & Horwath International Associates (HHIA) que posibilitaría su transformación en una organización en red.
En 1989, simplificó su nombre, convirtiéndose en Horwath International. En 1991 Crowe Chizek se incorporó a la red. 
Horwath International volvió a cambiar de nombre en abril de 2009, convirtiéndose en Crowe Horwath International.
En junio de 2018, Crowe Horwath decide utilizar únicamente la marca 'Crowe' en sus firmas miembro independientes a nivel mundial. Más de 220 firmas miembro en todo el mundo ahora se conocen bajo el nuevo nombre único.

## Organización
David Mellor, el actual director ejecutivo de Crowe Global, sucedió al ex director ejecutivo Kevin McGrath en abril de 2018.

## Otras lecturas
- Seglias, Fernando (2006). Caring Sharing Investing Growing - The Story of Horwath International. Horwath International.
- Ferst, Stanley D.; Seif, Juan A. (1984). The History of Horwath & Horwath International, 1956-1983. Horwath & Horwath International.

- Datos: Q862170